# Soto del Real
Soto del Real – miasto w Hiszpanii we wspólnocie autonomicznej Madryt, w południowej części gór Sierra de Guadarrama w paśmie Cuerda Larga. 
Pod obecną nazwą funkcjonuje od 1959 r. poprzednio nazywało się Soto.